# Norma Bates
Norma Bates är ett svenskt punkrockband som bildades år 2004 av Julia Blomgren, Christian Massana, Jenny Massana och Pär Ekberg. 
Bandets debutsingel Bow Down, producerad av Pontus Frisk, släpptes i november 2007 av värmländska skivbolaget HGM (High Gear Music). Singlarna Hey you! Get down! (november 2008), 40 Days (december 2009) och debutalbumet Hey You! Get Down! (januari 2010), släpptes på Sundsvallsbaserade skivbolaget Ninetone Records och Sony/ATV.
Under åren Norma Bates var aktivt gjorde de många liveframträdanden på klubbscener och festivaler över hela Sverige. I december 2007, efter att första singeln Bow Down släppts, åkte Norma Bates till Spanien för några spelningar tillsammans med Miss Li och Björn Dixgård (Mando Diao). 2009 var bandet förband åt amerikanska punkakten Texas Terri Bomb. På våren 2010, när debutskivan Hey you! Get down! hade släppts åkte Norma Bates på en egen kortare turné i Portugal.
Därefter gjorde bandet en förbandsturné med Khoma, följt av en gemensam Sverigeturné med Industri Royal. På sommaren 2010 släpptes videon till singeln 40 Days, som spelades flitigt på flera radiostationer, däribland P3. Efter sommaren 2010 lämnade Julia Blomgren Norma Bates. Bandet gjorde trots detta ändå ett framträdande på P3 Live Session i slutet av året tillsammans med rockbandet Bullet, men då med Mia Coldheart (Crusified Barbara) på sång.
Spelningen på P3 Live Session blev Norma Bates sista. Kort därefter lades bandet ner.

## Medlemmar
- Julia Blomgren, sång
- Christian Massana, gitarr
- Jenny Massana, bas
- Pär Ekberg, trummor